# Melissa Barrera
Melissa Barrera Martínez (Monterrey, 4 de julho de 1990), é uma atriz e cantora mexicana. No México, ela é conhecida por papéis nas novelas Siempre tuya Acapulco (2013), Tanto amor (2015) e na série Club de Cuervos (2017). Internacionalmente, ela é mais conhecida por seu papel como Samantha Carpenter na franquia cinematográfica Scream e Lynda "Lyn" Hernandez na série Vida.
Em novembro de 2023, ela foi demitida da produção de Pânico 7 por causa do seu apoio nas redes sociais à resistência Palestina no genocídio em curso perpetuado por Israel.

## Filmografia

### Cinema
| Ano  | Título                                      | Função                 | Notas        | Ref(s) |
| ---- | ------------------------------------------- | ---------------------- | ------------ | ------ |
| 2014 | L for Leisure                               | Kennedy                |              |        |
| 2016 | Manual de principiantes para ser presidente | Brisa Carreiro         |              |        |
| 2016 | El Hotel                                    | Karina                 |              |        |
| 2018 | Sacúdete las penas                          | Luisa Martin Del Campo |              |        |
| 2018 | Dos Veces Tú                                | Daniela Cohen          |              |        |
| 2021 | In the Heights                              | Vanessa                |              |        |
| 2021 | All the World Is Sleeping                   | Chama                  |              |        |
| 2022 | Scream                                      | Sam Carpenter          |              |        |
| 2022 | Carmen                                      | Carmen                 |              |        |
| 2022 | Bed Rest                                    | Julie Rivers           |              | [ 6 ]  |
| 2023 | Scream VI                                   | Sam Carpenter          |              |        |
| 2024 | Your Monster                                | Laura Franco           |              | [ 7 ]  |
| 2024 | Abigail                                     | Joey                   |              |        |
| TBA  | The Collaboration                           | Maya                   | Pós-produção |        |

### Televisão
| Ano       | Título                | Função                  | Notas                                         | Ref(s)             |
| --------- | --------------------- | ----------------------- | --------------------------------------------- | ------------------ |
| 2011      | La Academia           | Ela mesma – Concorrente | 18º lugar; 14 episódios                       |                    |
| 2012      | La mujer de Judas     | Zulamita                | Função recorrente                             |                    |
| 2012–2013 | La otra cara del alma | Mariana Durán           | Função recorrente                             |                    |
| 2014      | Siempre tuya Acapulco | Olvido Pérez            | Papel principal; 124 episódios                |                    |
| 2015      | Tanto amor            | Mía González            | Papel principal; 119 episódios                |                    |
| 2016–2017 | Perseguidos           | Liliana Rincón          | Papel recorrente (1ª temporada); 11 episódios |                    |
| 2017      | Club de Cuervos       | Isabel Cantú            | Papel recorrente (3ª temporada); 8 episódios  |                    |
| 2018–2020 | Vida                  | Lyn Hernandez           | Papel principal; 22 episódios                 |                    |
| 2020      | Acting for a Cause    | Elizabeth Bennet        | Episódio: "Pride and Prejudice"               |                    |
| 2022      | Keep Breathing        | Olivia "Liv" Rivera     | Papel principal; 6 episódios                  | [ 8 ] [ 9 ] [ 10 ] |

### Vídeos musicais
| Year | Title      | Artist        |
| ---- | ---------- | ------------- |
| 2021 | "Say Less" | Anthony Ramos |

## Prêmios e indicações
| Prêmio                        | Ano  | Indicação      | Categoria                                   | Resultado | Ref(s) |
| ----------------------------- | ---- | -------------- | ------------------------------------------- | --------- | ------ |
| Imagen Awards                 | 2021 | Vida           | Melhor Atriz em Série de Comédia            | Indicado  | [ 11 ] |
| Hollywood Critics Association | 2021 | In the Heights | Melhor Atriz                                | Indicado  | [ 12 ] |
| Satellite Awards              | 2022 | In the Heights | Melhor Atriz em Filme de Comédia ou Musical | Indicado  | [ 13 ] |